# Waverton (Cheshire)
Waverton è un villaggio e parrocchia civile dell'Inghilterra, appartenente alla contea del Cheshire.